# 松原利光
松原 利光（まつばら としみつ、1986年 - ）は、日本の漫画家。和歌山県出身。妻は同じく漫画家の加藤キャシー。

## 略歴
- 2006年、第56回ヤングジャンプ月例MANGAグランプリにて、『GUN BEAT』が期待賞受賞。
- 2007年、『ヤングジャンプ増刊 漫革』（集英社）にて、『フリーダムスマッシュ』が掲載、商業誌デビューを果たす。
- 2008年、第82回ヤングジャンプ月例MANGAグランプリにて、『領域の守護神（ガーディアン）』が奨励賞＋月間ベスト賞＋審査員特別賞を受賞。
- 2011年、『ミラクルジャンプ』（集英社）にて、『COMBAT QUEEN BEE』　『カラミティジェーン』の2本が掲載。
- 2014年、『週刊ヤングジャンプ』（集英社）にて、『リクドウ』の連載を開始。
- 2021年、『週刊ヤングジャンプ』（集英社）にて、『黒鉄のヴァルハリアン』の連載を開始。

## 作品リスト

### 連載
- リクドウ（『週刊ヤングジャンプ』2014年20号 - 2019年25号）
- 黒鉄のヴァルハリアン（『週刊ヤングジャンプ』2021年31号 - 2022年44号）
- ガス灯野良犬探偵団（原作：青崎有吾、『週刊ヤングジャンプ』2023年37・38合併号 - 連載中）

### 読み切り
- フリーダムスマッシュ（『ヤングジャンプ増刊 漫革』Vol.57）
- COMBAT QUEEN BEE（『ミラクルジャンプ』No.2）
- カラミティジェーン（『ミラクルジャンプ』No.4）
- Duelant-デュエラント-（『増刊ヤングジャンプバトル』）
- Thraex-トラエクス-（『増刊ヤングジャンプバトル2』）

### 書籍
- 『リクドウ』、集英社〈ヤングジャンプ コミックス〉2014年 - 2019年、全23巻
- 『黒鉄のヴァルハリアン』、集英社〈ヤングジャンプ コミックス〉2021年 - 2023年、全6巻
- 『ガス灯野良犬探偵団』、原作：青崎有吾、集英社〈ヤングジャンプ コミックス〉2023年 - 、既刊7巻（2025年6月18日現在）

## 関連人物
原泰久
師匠。

## その他
- 集英社『週刊ヤングジャンプ』2016年3号の巻頭企画において、WBOスーパーフライ級王者の井上尚弥と対談を行っている。
- 猫のシャケを飼育し、コミックスの宣伝の際に「看板娘」として紹介している。

## メディア出演

### テレビ
- 漫道コバヤシ（2023年10月27日、フジテレビONE）